# Maria Mandessi Bell
Maria Mandessi Bell (auch: Maria Diop, * November 1895 oder 1896; † 20. Mai 1990 in Dakar, Senegal) war eine kamerunische Aktivistin und Autorin. Sie war Mitglied der einflussreichen Familie Bell. Ihr Sohn war der spätere Schriftsteller David Diop (1927–1960).

## Biografie
Maria Mandessi Bell war die erstgeborene Tochter des ehemaligen Sklaven und späteren geschäftlich erfolgreichen Plantagenbesitzers David Mandessi Bell († 1936) und der aus Bonaberi stammenden Marié à Mounjonguè. Ihr Vater war Adoptivsohn des ehemaligen Duala-Herrschers King Bell.
Der wirtschaftliche Erfolg des Vaters ermöglichte es, sie zur Ausbildung nach Deutschland, der damaligen Kolonialmacht Kameruns, zu schicken. Die Organisation lief über die Gemeinde der Basler Mission in Douala, deren Mitglied ihr Vater war. Die Entsendung nach Deutschland zur Ausbildung war für die Söhne wohlhabender Duala-Familien durchaus üblich. Das Verschicken eines Mädchens war hingegen außergewöhnlich. Anscheinend vor ihrer Abreise hatte sie sich mit Adolf Ngoso Din verlobt, einem Vertrauten ihres Cousins, des zukünftigen Duala-Herrschers Rudolf Manga Bell.
Maria Mandessi Bell kam 1910 oder 1911 zunächst in Hamburg an und lebte dann ab 1912 in Eberswalde bei Angehörigen der dortigen Baptistengemeinde. 1914 hielt sie sich kurzzeitig in der Schönhauser Straße in Berlin auf, wo sie auf Ngoso Din, ihren Verlobten, traf. Din hielt sich wegen des Protests gegen die deutsche Landnahme in Douala in Deutschland auf. Bei ihrem Treffen sollten sie wohl wichtige Informationen zum Stand des Konfliktes austauschen, bevor sie nach Kamerun zurückkehrte. Rudolf Manga Bell und Ngoso Din wurden im August 1914 von der deutschen Kolonialmacht in Kamerun wegen Hochverrats hingerichtet.
Die Kriegsjahre verbrachte Maria Mandessi Bell in Douala, ging aber dann in den Senegal, wo sie ihren späteren Mann Mamadou Youdé Diop, einen ehemaligen Tirailleurs sénégalais, kennenlernte. In den Folgejahren pendelte das Paar zwischen dem Senegal, Kamerun und Frankreich. 1927 hielten sie sich in Frankreich auf. Dort kam ihr Sohn, der spätere Schriftsteller David Diop, zur Welt. Ihr Mann, ein Verwandter von Léopold Sédar Senghor, starb 1935. 1938 ging Maria Mandessi Bell mit ihrem Sohn ihren weiteren vier Kindern nach Nîmes und 1943 nach Joinville-le-Pont, wo David Diop die Schule besuchte, an der Senghor unterrichtete. Ab 1945 wohnten sie in Paris, wo David Diop im selben Jahr das Abitur am Lycée Louis-le-Grand bestand.
In der Zeit in Frankreich war Maria Mandessi Bell in aktivem Kontakt mit verschiedenen Persönlichkeiten der sog. Negritude, einer literarisch-philosophischen und politischen Strömung, die für eine kulturelle Selbstbehauptung aller Menschen Afrikas und ihrer afrikanischen Herkunft eintritt und der auch Léopold Sédar Senghor angehörte. In Paris wurde ihre Wohnung zum wichtigen panafrikanischen Treffpunkt und zur Geburtsstätte der Zeitschrift Presence Africaine. Die Zeitschrift bot mehreren Generationen westafrikanischer Aktivisten, Intellektuellen und Künstlern ein internationales Sprachrohr und einen wichtigen Raum für Austausch, Analyse und Reflexion. Marias Tochter Christine wurde die Direktorin des gleichnamigen Buchladens, die Zeitschrift wurde zeitweise von deren Mann herausgegeben. Auch Maria Mandessi Bell war für die Zeitschrift als Autorin tätig. Nachdem ihr Sohn David 1960 bei einem Flugzeugabsturz ums Leben gekommen war, ging Maria Mandesi Bell zurück nach Dakar, wo sie weiterhin als Aktivistin für die Belange und Rechte afrikanischer Menschen eintrat. 1980 verfasste sie, wiederum für die Presence Africaine, eine Biographie ihres Sohnes. 1990 verstarb sie im Alter von 95 Jahren.

## Ausstellung
Das Hamburger Museum am Rothenbaum thematisiert in seiner seit April 2021 laufenden Ausstellung „Hey Hamburg, kennst Du Duala Manga Bell?“ auch das Leben von Maria Mandessi Bell.

## Als Namensgeberin für Straßen
Spätestens seit 2017/2018 ist Maria Mandessi Bell in Berlin sowie in Eberswalde als Namensgeberin für Straßen im Gespräch.